# Chen Jingkai
Chen Jingkai (1º de dezembro de 1935, em Shilong  – 6 de dezembro de 2010, em Cantão) foi um halterofilista chinês.
Chen Jingkai começou a treinar halterofilismo em 1954, e foi o primeiro chinês a superar recordes mundiais nesse esporte, ao levantar 133 kg no arremesso, na categoria até 56 kg, em 1956. Ao longo de sua carreira profissional, estabeleceu ainda vários recordes mundiais, e depois tornou-se treinador de levantamento peso.
Em 1979, Chen foi nomeado presidente da Associação Chinesa de Halterofilismo e, no ano seguinte, foi nomeado vice-diretor do Escritório de Esportes de Cantão.
Em reconhecimento a Chen Jingkai por ter contribuído significativamente para o levantamento de peso na China, em 1987 o Comitê Olímpico Internacional concedeu-lhe a Ordem Olímpica, a medalha de prata, o primeiro chinês a receber a honraria, e em 1994 foi nomeado para o Weightlifting Hall of Fame.